# Region Oio
Oio ist eine Region im afrikanischen Staat Guinea-Bissau mit etwa 200.000 Einwohnern. Ihre Hauptstadt ist Farim.
Weitere große Städte sind Nhacra, Mansôa, Bissorã und Cumeré. Im Norden grenzt die Region an Senegal, im Osten an Bissau und Biombo, im Süden an Quinara und im Westen an Cacheu. Der Rio de Canjambari fließt durch den Norden der Region.
Einer der höchsten Punkte in Oio ist Tambandinto mit 70 m.

## Verwaltungsgliederung
Die Region Oio ist in fünf Sektoren unterteilt:
- Bissorã
- Farim
- Mansabá
- Mansôa
- Nhacra